# Silva Trdina
Silva Trdina, slovenska literarna zgodovinarka, znanstvenica, pisateljica, pedagoginja, prevajalka, urednica, nečakinja Janeza Trdine, * 25. junij 1905, Ljubljana, † 11. januar 1991, Ljubljana.

## Življenjepis
Malo pred smrtjo pisatelja Janeza Trdine se je njegovemu bratrancu Franu rodila najmlajša hčerka Silva Trdina. Uradniška družina je živela v bogatem meščanskem stanovanju na Streliški ulici v Ljubljani. Oče Fran Trdina je bil knjigovodja, kasneje računski ravnatelj mesta Ljubljane, mati je bila plemiškega rodu, rojena kot plemenita Marija Urbanc. Družina je štela sedem članov, štiri hčerke in sina, ki je mlad umrl. Silva Trdina je bila najmlajša med sestrami, vse pa so si izbrale pedagoški poklic (zanimivost: poroka je bila tedaj učiteljicam prepovedana, v tej smeri pa jih je spodbujala mati, le sestra Mara se je poročila na Češkem). Silva je pozneje živela s sestro profesorico telesne vzgoje Jožo (v Slomškovi ulici, med drugo svetovno vojno pa sta se preselili na Čufarjevo, kjer sta živeli do smrti).
Silva Trdina je šolo začela obiskovati leta 1912, med prvo svetovno vojno je obiskovala nižjo klasično gimnazijo. Leta 1920 se je vpisala na učiteljišče, 1925 je privatno maturirala še na realki, da je lahko še istega leta pričela študij slavistike, primerjalne književnosti, nemščine in italijanščine na ljubljanski univerzi. Leta 1927 je študij nadaljevala v Pragi, kjer je ostala do leta 1929. Naslednje leto je diplomirala. Petnajst let je poučevala na realki v Mariboru; vmes je leta 1932 opravila profesorski izpit. Leta 1933 je pod mentorskim vodstvom dr. Ivana Prijatelja oddala disertacijo o Josipu Murnu Aleksandrovu; doktorski naziv so ji podelili leta 1934. Leta 1935 se je vrnila v Ljubljano in začela poučevati na tretji moški gimnaziji; tam je ostala vse do konca druge svetovne vojne.
Leta 1939/40 je odšla na študij italijanščine v Rim, ki ga je končala leta 1940 s posebnim zaključnim izpitom. Znanje italijanščine je izpopolnjevala na tečajih za tujce v Sieni in Perugii. S sestro Jožo je večkrat potovala tudi kot romarka in kot svetovna popotnica (Italija, Avstrija, Nemčija, Češkoslovaška, Švica, Francija, Jeruzalem, Nazaret, Bližnji vzhod, severna Afrika).
Skozi vsa trideseta leta je objavljala vrsto strokovnih poročil in ocen v revije Ženski svet, Modro ptico, Ljubljanski zvon, Mentor, Slovenski jezik.
V letih 1945–1947 je kot uradnica službovala v različnih manjših krajih po Sloveniji; v letih 1947–1956 je poučevala na poljanski gimnaziji, potem na učiteljišču oz. na pedagoški gimnaziji do upokojitve leta 1968. Prevajala je iz češčine in italijanščine. V petdesetih letih je bila tudi lektorica za italijanščino na univerzi, v letih 1954–1964 je vodila na Višji pedagoški šoli seminarje iz slovenske književnosti. Tudi po upokojitvi je ostala zelo aktivna in še naprej poučevala italijanščino na Teološki fakulteti in na poljanski gimnaziji. Že med vojno je napisala tri učbenike italijanskega jezika Libro italiano (1941–43) in pred upokojitvijo še Parliamo italiano (1965). Manjše skupine mladih je tudi kot upokojenka poučevala italijanščino kar na domu. Najbolj je poznana po književni teoriji Besedna umetnost, tako učbenik kot antologija primerov sta doživela več ponatisov.

## Dela

### Avtorsko delo
- Josip Murn-Aleksandrov: inavguralna disertacija. Ljubljana: Delniška tiskarna, 1933. (COBISS)
- Josip Murn. Izbrane pesmi. DZS, 1951. (COBISS)
- Josipa Murna-Aleksandrova izbrani spisi.Tiskovna zadruga, 1933. (COBISS)
- V provinci. Drama v treh dejanjih. Ljubljana: Založba iger, 1940. (COBISS)

### Kritike
- Ob zaključku mariborske drame v sezoni 1932/1933. Ljubljanski zvon, 1933.[mrtva povezava]
- Delakova uprizoritev »Desetega brata na mariborskem odru«. Ljubljanski zvon, 1934.
- Književnost in umetnost. Vida Jerajeva: Izbrano delo. Ženski svet, 1936.
- Ljubljansko gledališče. Drama. John Galsworthy: Družinski oče. Ženski svet, 1936.
- Ludvik Mrzel: Bog v Trbovljah. Ženski svet, 1938.
- O otroških predstavah. Dejanje, 1939.
- Vida Taufer: Veje v vetru. Dejanje, 1940.

### Učbeniki in priročniki
- Libro italiano I: Per le scuole medie ed affini = Italijanska knjiga I: Za srednje in sorodne šole. Ljubljana: Učiteljska tiskarna, 1941. (COBISS)
- Libro italiano II: Per le scuole medie ed affine = Italijanska knjiga II: Za srednje in sorodne šole. Ljubljana: Učiteljska tiskarna, 1942. (COBISS)
- Libro italiano III: Per le scuole medie ed affine = Italijanska knjiga III: Za srednje in sorodne šole. Ljubljana: Učiteljska tiskarna, 1943. (COBISS)
- Besedna umetnost: 1. Antologija primerov. Maribor: Obzorja, 1966 in več izdaj. (COBISS)
- Besedna umetnost: 2. Literarna teorija. Ljubljana: Mladinska knjiga, 1958 in več izdaj. (COBISS)

### Strokovni članki
- Sestavek o Ivanu Tavčarju. Vidovdan, 1924.
- Levstikovo delo za Prešerna. Ljubljanski zvon, 1927.[mrtva povezava]
- Ivana Kobilica. Zbornik za umetnostno zgodovino, 1952.
- Orator fit. JiS, 1955/1956.
- Metodični napotki za pouk gnomične lirike. JiS, 1955/1956.
- Poprava slovenske šolske naloge. JiS, 1957/58.
- Kako sodijo o knjigah. JiS, 1957/58.
- Ali še dajemo domače vaje? JiS, 1963.
- Govorne vaje v seminarju slovenskega jezika. JiS, 1969.

### Uredništvo
- Tudi jaz lahko nasitim lačne. Ljubljana: Zadruga katoliških duhovnikov, 1978. (COBISS)
- Gogolj: Revizor. Celje: Družba sv. Mohorja, 1937 (tudi avtorica dodanega besedila) (COBISS)
- Za vsak dan. Ljubljana: Zadruga katoliških duhovnikov, 1980. (COBISS)
- Mozaik. Ljubljana: Družina, 1986.

### Prevajalstvo
- Jiří Wolker: Pravljice. Modra ptica, 1931.  (COBISS)
- Ugo Scotti Berni: Pinokijeva nevesta. Maribor: Obzorja, 1963.  (COBISS)
- Bernhard Häring: Osmero blagrov: pričevanje in socialne obveznosti. Ljubljana: Duhovna skupnost slovenskih duhovnikov in bogoslovcev, 1978
- Papež Joannes XXIII: Dnevnik duše in drugi duhovni spisi: odlomki. Ljubljana: samozaložba V. Furlan, 1968.
- Italo Calvino (zbiratelj): Zeleni ptiček in druge italijanske ljudske pravljice. Maribor: Obzorja, 1966.  (COBISS)
- Carlo Goldoni: Krčmarica: komedija v treh dejanjih. Ljubljana: Mladinska knjiga, 1958 (tudi urednica). (COBISS)